# Zweispeziesrechner
Zweispeziesrechner ist die Bezeichnung für ein mechanisch arbeitendes Rechengerät für Addition und Subtraktion.
Nachdem sich die indische Stellenwertschreibweise mit den arabischen Ziffern durchgesetzt hatte, wurden vielerorts Versuche unternommen, immer wiederkehrende Rechengänge zu mechanisieren, am nächsten lag das Mechanisieren der Addition.
Ein auf einem Rädertriebwerk beruhender Zweispeziesrechner wurde von Blaise Pascal um 1642 entwickelt. Der Zehnerübertrag erfolgte automatisch. Die beiden letzten Stellen hatten eine nicht-dezimale Teilung, die den Währungseinheiten in England und Frankreich entsprach. Ein 1937 gefertigter Nachbau des Geräts befindet sich im Mathematisch-Physikalischen Salon im Dresdner Zwinger.